# Parapimelodus
Parapimelodus is een geslacht van straalvinnige vissen uit de familie van de antennemeervallen (Pimelodidae).

## Soorten
- Parapimelodus nigribarbis (Boulenger, 1889)
- Parapimelodus valenciennis (Lütken, 1874)